# IP multicast
IP multicast (adresný oběžník[zdroj⁠?!]) je metoda přeposílání efektivního IP datagramů z jednoho zdroje skupině více koncových stanic. Místo odesílání jednotlivých datagramů ke každému cíli je odeslán jediný datagram, který všechny cíle přijmou. Cílem zavedení multicastu je zmenšení zátěže vysílajícího uzlu a přenosové sítě. Multicast doplňuje technologie unicast a broadcast. Přenášeny bývají obvykle streamy multimédií, ale může to být i distribuce aktualizací pro operační systémy, replikace dat apod. Při přenosu multimediálních dat jsou upřednostňovány výpadky v příjmu (před nabalováním zpoždění), proto je pro přenos protokolem UDP, který nesposkytuje záruky na doručení. Reálně je multicast nasazen velmi omezeně (např. uvnitř akademické sítě CESNET, pro distribuci televizního vysílání přes datové sítě jednoho operátora), komerční poskytovatelé internetu ho z různých důvodů záměrně nepodporují.
Multicast zasílá IP datagramy s adresou zdroje dat a adresou cílové skupiny (pro cíl se využívají vyhrazené rozsahy IP adres jak v IPv4, tak v IPv6), které putují přes uzly sítě (většinou routery) jen jedním datovým tokem a až na místě, kde je informace vyžadována v různých směrech, dojde k replikaci. IP multicast byl poprvé standardizován v roce 1986 v RFC 988 a v roce 1989 v RFC 1112, rozšířena v RFC 4304, správa skupin v RFC 5771.

## Typy multicastových IPv4 adres
K identifikaci jednotlivých multicastových skupin se používají IP adresy třídy D (224.0.0.0 – 239.255.255.255), v tomto rozsahu rozeznáváme tři typy adres:
- Rezervované adresy (224.0.0.0 – 224.0.0.255) – pro lokální sítě, hodnota TTL je nastavena na 1, provoz tedy nemůže projít žádným routerem. (např. 224.0.0.1 – všechny prvky v LAN, 224.0.0.2 – všechny routery v LAN, atd.)
- Administrativní adresy (239.0.0.0 – 239.255.255.255) – pro soukromé použití v rámci jedné sítě
- Veřejné adresy (224.0.1.0 – 224.0.1.255, 224.0.2.0 – 238.255.255.255) – provoz může putovat napříč celým internetem, využívají například internetová rádia a televize.

## Skupinové adresování
Aby cílová stanice mohla přijímat multicastová data, musí být přihlášena alespoň do jedné skupiny a samozřejmě router sítě musí multicasting podporovat, udržovat tedy v sobě tabulku skupin, které má odchytávat.
Router, který přijímá informace z multicastových skupin, se od uzlů snaží zjistit, které skupiny mají být vysílány uzlům do bezprostředně připojené sítě. Tuto službu nám zajišťuje IGMP protokol, díky kterému se uzly mohou přidávat do skupin.

### IGMP protokol
Protokol IGMP, definovaný v RFC 1112, dynamicky registruje jednotlivé hostitele, patřící do skupiny adres D. Hostitel identifikuje členství ve skupině odesláním zpráv protokolu IGMP a data zasílá vždy všem členům skupiny. Směrovače používající protokol IGMP pravidelně naslouchají zprávám protokolu IGMP a systematicky odesílají dotazy s cílem zjistit, které skupiny jsou v síti LAN aktivní.
Směrovače spolu komunikují pomocí dalších protokolů a pro každou skupinu připravují cesty pro spoje s přenosem typu multicast.

## Směrování
O zaslaném multicastovém paketu se musí dozvědět i koncový uzel velmi vzdálený od zdroje, k tomu se používá směrování. Při směrování multicastových paketů se nepoužívají standardní směrovací protokoly, protože jednotlivé uzly patřící do multicastových skupin často vznikají a zanikají. Jedny z používaných směrovacích protokolů k identifikaci skupin náležejících k přenosu multicast a k vytváření cest pro každou skupinu jsou PIM (Protocol Independent Multicast), DVMRP (Distance Vector Multicast Routing Protocol) a MOSPF (Multicast Open Shortest Path First).

### Nezávislý protokol PIM
Tento protokol je popsán v RFC 2362 a popisuje dva režimy chování pro:
- Hustý provoz - kde PIM využívá proces reverzního zaplavování cesty.
- Režim PIM pro řídký provoz - je navržen pro sítě s mnoha datovými toky, ale s malým počtem LAN. Definuje společné místo v síti (rendezvous point), které se používá jako registrační bod pro usnadnění správného směrování paketů.

### Směrovací protokol multicast s vektorem vzdálenosti DVMRP
Protokol používá reverzní techniku zaplavování cesty. Je definován v RFC 1075 a je základem pro páteřní IP síť.
Protokol má některé nedostatky, např. špatně se přizpůsobuje škálování sítě, což má za následek násobné zaplavování, hlavně u verzí bez pročisťovacího algoritmu.
Zpětné zaplavování cesty vyžaduje, aby směrovač odeslal kopii paketu při jeho přijetí do všech cest. Poté směrovač odešle zpět zprávu ke zdroji, aby zastavil datový tok, pokud je směrovač napojen na LAN, jenž si nepřeje přijímat data příslušné skupiny s přenosem multicast.
Další metody DVMRP protokolu:
- Opětovné zaplavování, kdy DVMRP směrovače periodicky znovu zaplavují síť, s cílem dosáhnout žádaného nového hostitele. Zaplavovací mechanismus bere v úvahu frekvenci a dobu zaplavování, nutnou pro nového člena skupiny multicast, aby mohl zahájit příjem skupinového datového toku.
- DVMRP unicast se používá ke stanovení rozhraní, které vede zpět ke zdroji datového toku.

### Protokol první nejkratší cesty s přenosem multicast MOSPF
Používá směrovací protokol s unicastovou adresací a požaduje po každém směrovači v síti, aby znal všechna dostupná spojení.
Směrovač MOSPF vypočítává cestu od zdroje ke všem členům skupiny. Jakmile směrovač přijme provoz, vypočtená cesta je uložena do doby, než dojde ke změně topologie a novému výpočtu.

## Multicast v LAN síti (L2 multicast)
Každá IP adresa se v síti musí překládat na MAC adresu tedy i multicastová, právě díky této adrese se přenáší multicastová data v lokální síti. Zde však nastává problém v možné nejednoznačnosti, protože 48bitová MAC adresa musí mít pro multicast prefix 01:00:5e následovaný nulovým bitem a zbylých 23 bitů MAC adresy je vyplněno posledními 23 bity IP adresy. Více stejně končícím IP adresám je tak přiřazena stejná multicastová MAC adresa. Tento problém se někdy nazývá 32-to-1 overlapping, protože právě 32 multicastových IP adres je mapováno na jedinou multicastovou MAC adresu.

## Nasazení
Komerční poskytovatelé internetu často z různých důvodů IP multicast záměrně nepodporují.
Od roku 2005 začala BBC pobízet poskytovatele internetu v Británii, aby ve svých sítích zavedli podporu multicatu a umožnili tak příjem vysílání BBC Radio ve vyšší kvalitě, než je dostupné v unicastovém vysílání. Služba byla podporována dalšími komerčními sítěmi rádií včetně BBC, GCap Media, EMAP a Virgin Radio.
Německé veřejnoprávní stanice ARD, ZDF a německo-francouzská Arte nabídly svůj televizní program multicastovaný v několika sítích. Rakouský poskytovatel internetového připojení Telekom Austria nabízel pro zákazníky DSL set-top-box, který používal multicastové adresování pro příjem plošného televizního a rádiového vysílání. V Německu nabízí podobnou službu T-Home (součást Deutsche Telekom).